# 32X
Vous lisez un « article de qualité » labellisé en 2016.
La 32X, également appelée Super 32X au Japon, Sega Genesis 32X en Amérique du Nord, Sega Mega Drive 32X dans la région PAL et Sega Mega 32X au Brésil, est une extension de la Mega Drive, console de jeux vidéo de quatrième génération du constructeur japonais Sega. Développée sous le nom de code Mars, celle-ci permet d'augmenter la puissance de la Mega Drive en la transformant en un système 32 bits et sert ainsi de console de transition en attendant la sortie de la Saturn. La 32X utilise indépendamment de la Mega Drive ses propres cartouches de jeu et dispose d'une ludothèque de quarante jeux vidéo.
Dévoilée par Sega en juin 1994 lors du Consumer Electronics Show à Las Vegas, la 32X est présentée comme une option à bas prix pour les joueurs souhaitant se tourner vers les jeux vidéo 32 bits. Développée en réponse à la Jaguar d'Atari et pour pallier les problèmes de développement de la Saturn en raison de la concurrence que représente la PlayStation, la 32X est d'abord conçue comme une console à part entière. Ensuite, eu égard aux suggestions du directeur de la recherche et développement de Sega of America, Joe Miller, et son équipe, la console est convertie en extension de la Mega Drive afin de la rendre plus puissante. La machine finale dispose de deux processeurs 32 bits. Pour que la 32X soit disponible sur le marché pour sa date de sortie prévue pour novembre 1994, son développement et celui de ses jeux sont précipités. Toutefois, la 32X ne réussit pas à attirer les développeurs de jeux vidéo et les consommateurs en raison de la commercialisation simultanée de la Saturn au Japon. Les efforts de Sega pour hâter la mise sur le marché de la 32X ne permettent pas aux développeurs de concevoir des jeux dans un temps suffisant, ce qui réduit la ludothèque de l'extension à quarante jeux, qui ne peuvent en outre pas tirer pleinement profit des capacités de la 32X, ni de la Mega Drive. Fin 1994, l'extension est vendue à 665 000 exemplaires. Après des baisses de prix successives en 1995, la commercialisation de la 32X est arrêtée au début de l'année 1996.
La 32X est considérée comme un échec commercial. Les critiques des observateurs sont positives lors de la présentation et de la commercialisation de l'extension et soulignent son coût attractif et les meilleures capacités techniques de la Mega Drive. Après seulement quelques semaines d'exploitation, la presse spécialisée se ravise et émet des avis négatifs sur le projet 32X et les stratégies mises en œuvre par Sega, comme sur ses jeux, incapables de tirer entièrement parti des capacités matérielles de la 32X. Vingt ans après sa commercialisation, le milieu vidéoludique tire un bilan plutôt négatif de la 32X, en raison de sa ludothèque peu fournie, de sa commercialisation anticipée et simultanée avec la Saturn, et de la fragmentation du marché de la Mega Drive qui résulte de cette extension.

## Historique

### Contexte

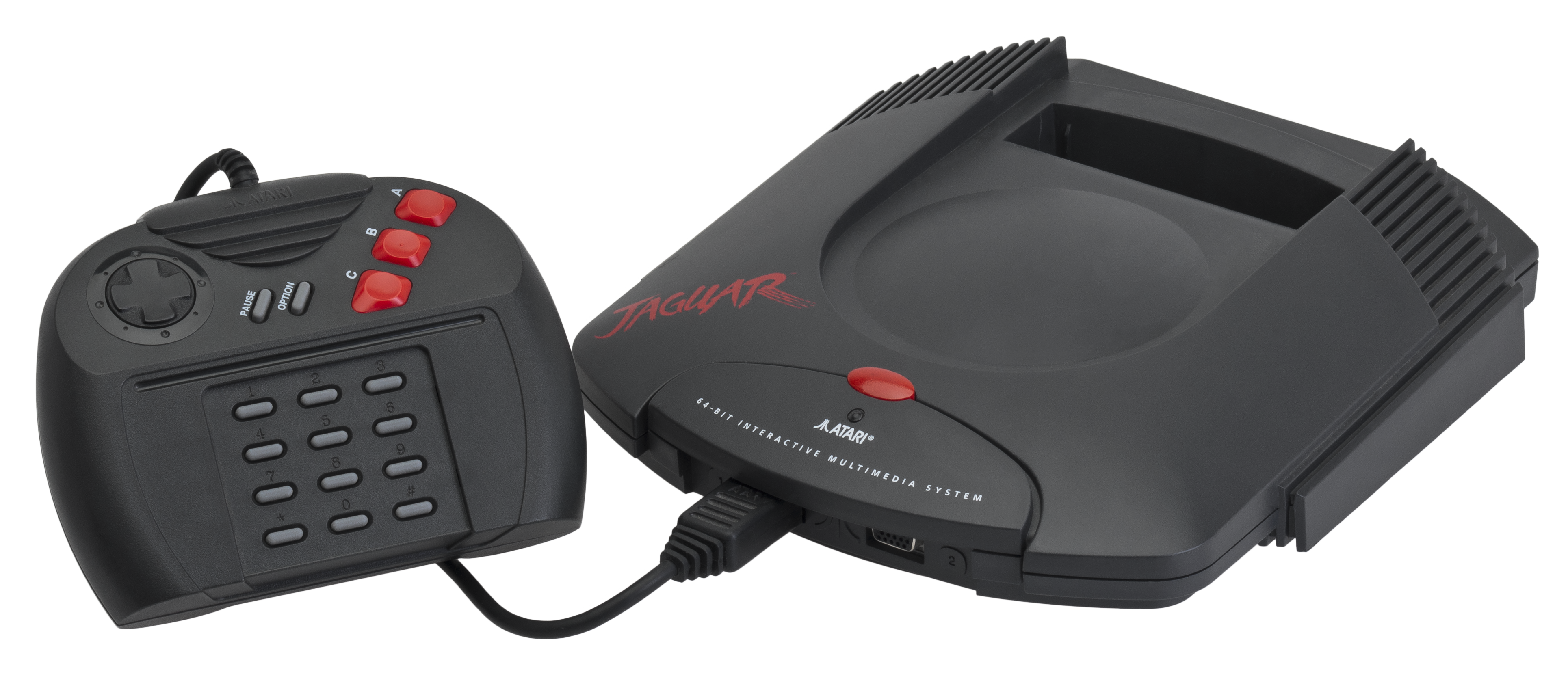
Sega réfléchit à une solution pour concurrencer l'Atari Jaguar, sortie en 1993 aux États-Unis.

La Mega Drive, sortie au Japon en octobre 1988, marque l'entrée de Sega dans l'ère des consoles de jeux vidéo de quatrième génération. La console est disponible en Amérique du Nord en août 1989 sous le nom Genesis, puis dans la région PAL en novembre 1990. Au milieu de l'année 1990, le président de Sega, Hayao Nakayama, embauche Tom Kalinske en qualité de président de Sega of America. Kalinske développe un plan en quatre étapes afin d'optimiser les ventes de la Mega Drive en Amérique : baisser le prix de la console, créer une équipe basée aux États-Unis pour développer des jeux destinés au marché américain, poursuivre et étendre les campagnes de publicité agressives, et remplacer le jeu fourni avec la console, Altered Beast, par un nouveau titre, Sonic the Hedgehog. Le conseil d'administration japonais désapprouve d'abord le plan, mais les quatre points sont acceptés par Nakayama, qui déclare à Kalinske : « je vous ai engagé pour prendre les décisions pour l'Europe et les Amériques, alors allez-y et faites-le ». Les magazines font l'éloge de Sonic comme étant l'un des plus grands jeux jamais réalisés, et les ventes de la console de Sega décollent enfin, des clients en attente de la sortie de la Super Nintendo décident d'acheter la Mega Drive à la place,.
Alors que la récente sortie du Mega-CD s'avère être rapidement un échec commercial, Sega commence à développer une solution de secours qui doit combler le fossé technologique entre la Mega Drive et la Saturn, alors en développement, afin de proposer une console 32 bits moins chère que la Saturn. La décision de créer un nouveau système est prise par Nakayama et largement soutenue par les employés de Sega of America. Selon Scot Bayless, un ancien producteur de Sega of America, Nakayama était inquiet à propos de la récente commercialisation de la Jaguar, console 64 bits produite par Atari, et que la Saturn ne puisse être disponible d'ici la fin de l'année 1994. Par conséquent, la direction de Sega planifie la sortie de la 32X pour la fin 1994,,.

### Développement
Lors du Winter Consumer Electronics Show qui s'est tenu à Los Angeles en janvier 1994, Joe Miller, le directeur de la recherche et du développement de Sega of America, reçoit un appel téléphonique de la part de Hayao Nakayama dans lequel il souligne l'importance de répondre rapidement à la sortie de la Jaguar d'Atari. Scot Bayless, Tom Kalinske et Marty Franz, respectivement président et vice-président chargé de la technologie de Sega of America, et Hideki Sato, le chef du département hardware, participent également à cette conférence téléphonique. Une proposition pour répondre à cette demande vient d'un concept de Sega of Japan, plus tard connu sous l'appellation Jupiter, une toute nouvelle console indépendante. Le projet Jupiter est initialement prévu pour être une nouvelle version de la Mega Drive, apportant une palette de couleurs améliorée, disponible à un coût moindre par rapport à la Saturn (elle doit être vendue pour 3 000 yens), ainsi que certaines capacités en fausse 3D grâce à l'intégration d'idées issues du développement de la puce Sega Virtua Processor. Miller suggère une stratégie alternative, invoquant ses préoccupations quant à la sortie d'ici six à neuf mois d'une nouvelle console sans cahier des charges de conception préalablement établi,. D'après Michael Latham, un ancien producteur de Sega of America, Miller a déclaré « Oh, c'est juste une idée horrible. Si tout ce que vous voulez faire est d'améliorer le système, vous devriez en faire un périphérique. Si c'est un nouveau système avec un nouveau logiciel, formidable. Mais si la seule chose qu'il fait est de doubler les couleurs… ». Toutefois, Miller soutient que la décision de discuter de solutions alternatives a été prise collectivement. Il est alors suggéré de tirer profit de la Mega Drive afin d'entretenir la fidélité des utilisateurs de cette console, qui seraient tentés de l'abandonner au profit d'une console 32 bits, tout en proposant un nouveau système à un prix attractif. Ce dernier prend alors la forme d'une extension destinée à la Mega Drive. À l'issue de ces discussions le projet Jupiter est abandonné et le nouveau périphérique, baptisé du nom de code Mars, est mis en chantier.
Sur la suggestion de Miller et de son équipe, Sega conçoit la 32X comme un périphérique pour la Mega Drive et développe des idées pour l'architecture de son système. Le premier prototype de la 32X est pensé comme une Mega Drive hybride proche des bornes d'arcade personnelles commercialisées dans la fin des années 1980 pour les jeux Space Harrier et After Burner II ; elle dispose de deux processeurs Motorola MC68000 et d'un processeur vidéo. Cette solution est vite abandonnée car elle n'apporte aucune amélioration à la Mega Drive. Une alternative consiste à utiliser deux processeurs vidéo et un processeur Hitachi SH-1 en lieu et place du processeur Motorola, mais cette idée est rejetée à cause des coûts importants et des problèmes de production que cela engendrerait. La dernière solution, proposée par Sega of Japan, est d'utiliser deux processeurs SuperH-2 en 32 bits. Le SH-2 est élaboré pour la Saturn en 1993 par Sega et Hitachi qui ont formé une coentreprise pour l'occasion. Les trois projets font l’objet de prototypes, mais Miller et Sato valident la dernière solution,. Dès lors, l'équipe réfléchit à la forme de l'appareil que constituera la 32X. Comme le projet Mars est censé améliorer les capacités technologiques de la Mega Drive et doit être branché au dessus de celle-ci, sa conception n'apparaît pas comme un problème insurmontable. Ainsi, la 32X prend la forme d'un champignon. Selon Scot Bayless, le premier dessin original de la 32X est réalisé sur une serviette de table, ce que nie Miller. À la fin du Consumer Electronics Show, après avoir décidé du concept de base de la 32X, Sega of Japan invite Sega of America à l'aider dans le développement de cette nouvelle extension.
Bien que la nouvelle extension soit une console plus puissante que celle proposée à l'origine, elle n'est pas compatible avec les jeux Saturn. L'incompatibilité s’explique par la décision des dirigeants de Sega de commercialiser la Saturn et la 32X en même temps, et cette dernière, qui cible les joueurs qui n'ont pas les moyens de s'offrir la Saturn, est plus coûteuse. Bayless vante le potentiel de ce système dont la puissance de calcul est fournie par deux processeurs, et sa capacité à générer la 3D, en parlant de « rêve de tout codeur ». Le développement de la 32X est mené par Sega of America, assisté par l'équipe dirigée par Hideki Sato de Sega of Japan. Toutefois, son développement est entravé par la pénurie des processeurs utilisés pour les deux consoles et la barrière de la langue dont souffrent les équipes américaine et japonaise.
La date de sortie de la 32X au Japon est initialement annoncée pour le mois de novembre 1994, ce qui coïncide avec la sortie du périphérique en Amérique du Nord. Finalement, Sega of America doit faire face à la sortie simultanée de la Saturn au Japon. Sega of Japan répond à ce problème en avançant que la 32X est un « appareil de transition » entre la Mega Drive et la Saturn, une stratégie que désapprouve Bayless : « franchement, cela nous a donné l’air avare et stupide auprès des consommateurs ».

### Promotion, lancement et commercialisation

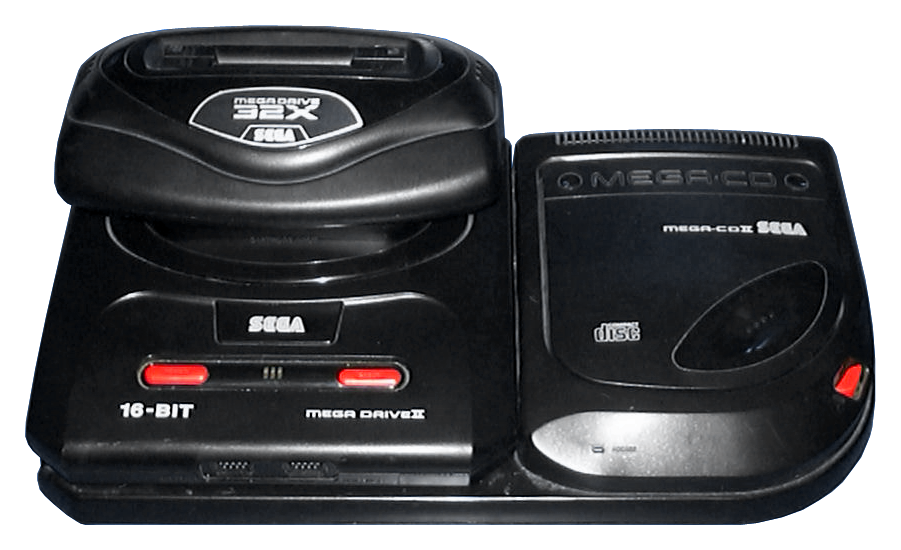
Certains jeux nécessitent l'utilisation de la 32X et du Mega-CD pour fonctionner.

La 32X est dévoilée au public lors du Summer Consumer Electronics Show à Chicago en juin 1994. Présenté comme « l'entrée du pauvre dans la nouvelle génération de jeux vidéo », la 32X sera commercialisée au prix de 159 dollars, soit moins cher que la Saturn. Toutefois, Sega ne précise pas si la Mega Drive, équipée du Mega-CD et de la 32X, est capable ou non de lire des jeux Saturn. Trip Hawkins, le fondateur de The 3DO Company, suggère que ce n'est pas le cas et déclare que « tout le monde sait que la 32X est un pansement, ce n'est pas une console de nouvelle génération. Elle est assez chère. Elle n'est pas particulièrement performante. Elle est difficile à programmer et n'est pas compatible avec la Saturn ». En réponse à ces commentaires, Richard Brudvik-Lindner, un des cadres de Sega, précise que la 32X est compatible avec les jeux de la Mega Drive et dispose de la même architecture que la Saturn.
En août 1994, le magazine américain GamePro souligne les avantages de l'extension, notamment ses deux processeurs 32 bits et son faible prix, remarquant au passage qu'il n'y a « aucun doute que des joueurs dépenseront beaucoup d'argent pour mettre la main sur la Saturn ou la PlayStation et les jeux en provenance du Japon. Pour le reste d'entre nous, la 32X pourrait bien être le système privilégié en 1994 ». Lors de la promotion de la 32X, nommée ainsi pour « 32 fois la puissance », Sega promet douze jeux à sa sortie et la sortie en 1995 de cinquante titres développés par vingt-cinq développeurs tierces,.
La production de la 32X commence le 29 septembre 1994 et la commercialisation débute le 21 novembre 1994 en Amérique du Nord, soit à temps pour les fêtes de fin d'année. Comme annoncé, elle est vendue au prix de 159,99 dollars, soit moins cher que les 170 dollars initialement annoncés, et connaît un lancement commercial globalement satisfaisant. La demande des revendeurs est élevée et Sega ne parvient pas à honorer toutes ses commandes. Plus d'un million d'exemplaires de la nouvelle machine sont en effet commandés, mais Sega ne parvient à n'expédier que 600 000 exemplaires avant janvier 1995, la faute à une mise en production trop tardive. Commercialisé au même prix que celui de la Mega Drive, la 32X coûte plus de deux fois moins cher que la Saturn à son lancement. La 32X est commercialisée au Japon à partir du 3 décembre 1994 au prix de 16 800 yens, puis dans la région PAL (Europe et Australie) en janvier 1995, au prix de 169,99 livres sterling, et connaît également une forte demande à son lancement, puisque certains pays d'Europe se retrouvent en rupture de stock,.
Malgré les promesses de Sega, seuls quatre jeux sont disponibles pour la sortie de la 32X en Amérique du Nord : Doom, Star Wars Arcade, Virtua Racing Deluxe et Cosmic Carnage. After Burner, sorti sur borne d'arcade en 1987 et prévu pour la sortie du périphérique, est retardé en raison de problèmes de production, et remplacé par Space Harrier. Metal Head, lui aussi annoncé pour le lancement de la 32X, ne se retrouve sur les étalages des revendeurs qu'en février 1995. Cependant, Sega annonce que vingt jeux, dont certains compatibles avec le Mega-CD, sont attendus pour mars 1995, puis une centaine de jeux pour la fin 1995. Ces jeux sont vendus au prix de 69,95 dollars, ce qui correspond au prix des nouveaux jeux publiés par Nintendo au même moment. Les publicités pour ce périphérique mettent en scène des images à connotation sexuelle de la 32X branchée à la Mega Drive, créant ainsi un « système d'arcade ». La campagne publicitaire se manifeste à la télévision et dans la presse vidéoludique, et son coût s'élève à 10 millions de dollars.

### Déclin
Malgré le faible prix de vente de la 32X, Sega a du mal à convaincre les développeurs tiers de concevoir de nouveaux jeux vidéo pour la nouvelle machine. Les principaux studios de développement sont conscients de l'arrivée imminente sur le marché de la Saturn, de la PlayStation et de la Nintendo 64, et ne croient pas que la 32X soit capable de rivaliser avec l'une de ces trois consoles. Le temps de développement très court a également généré des difficultés pour le développement des jeux, selon Marty Franz. Ne voulant pas créer de jeux pour un périphérique qui est « une impasse technologique », de nombreux développeurs décident de ne pas faire de jeux sur la plate-forme 32X. Des problèmes sont également rencontrés avec des jeux développés en interne à cause des contraintes de temps liées à la sortie du périphérique. Selon Scot Bayless, « les jeux en préparation étaient effectivement mis dans une boîte aussi vite que possible, ce qui signifie qu'il y avait des coupes franches de toutes les façons possibles. Même dès le départ, les conceptions de ces jeux étaient délibérément conservatrices en raison du manque de temps. Au moment où ils ont été expédiés, ils étaient encore plus conservateurs ; ils ne faisaient rien pour montrer de quoi le matériel était capable ».
Les journalistes sont également dubitatifs quant à la stratégie de Sega consistant à vendre deux consoles similaires à des prix différents et de les soutenir simultanément. Ils comparent cette approche de segmentation du marché des consoles à celle de General Motors, qui fait la même chose dans le secteur automobile. Afin de convaincre la presse que la 32X est une console digne d'intérêt, Sega organise une fête dans une discothèque destinée aux journalistes, qui propose à la fois des concerts et une exposition de jeux 32X. Cet événement s’avère être un fiasco, d'autant que certains journalistes tentent de quitter la fête à cause du volume de la musique et de la médiocrité des jeux exposés.
Bien que le périphérique connaisse un lancement prometteur, la demande se tarit très rapidement. Au cours du premier trimestre de l'année 1995, plusieurs éditeurs tiers de la 32X, dont Capcom et Konami, annulent leurs projets sur 32X, afin de se concentrer sur le développement de jeux pour la Saturn et la PlayStation de Sony. La 32X ne parvient pas à trouver son public, puis est considéré comme un échec commercial. En 1995, la Mega Drive ne connaît toujours pas le succès au Japon et la Saturn réalise de meilleures ventes que la console de Sony. Ainsi, Hayao Nakayama, le président de Sega, contraint Sega of America à se concentrer sur la Saturn et à mettre un terme à l'exploitation des produits de la Mega Drive, en commercialisant plus tôt que prévu la nouvelle console dès l'été 1995. À cette époque, Sega exploite simultanément cinq consoles, la Master System, la Game Gear, la Mega Drive, la Sega Pico et la Saturn, ainsi que les deux périphériques, le Mega-CD et la 32X. Les ventes de la 32X sont estimées à environ 665 000 exemplaires à la fin de l'année 1994. Bien que Sega ait assuré que de nombreux jeux seraient développés pour ce système, la firme japonaise annonce au début de l’année 1996 qu'elle a promis trop de choses pour la 32X et qu'elle mettait un terme à son exploitation afin de se focaliser sur la Saturn. En septembre 1995, le prix au détail de la 32X tombe à 99 dollars, puis les derniers stocks sont vendus à 19,99 dollars pièce,. La branche européenne de Sega offre même des bons de réduction de cinquante livres sterling aux consommateurs pour relancer en vain des ventes moribondes de la 32X, qui s'écoule avec plus de peine que le Mega-CD.

### Sega Neptune

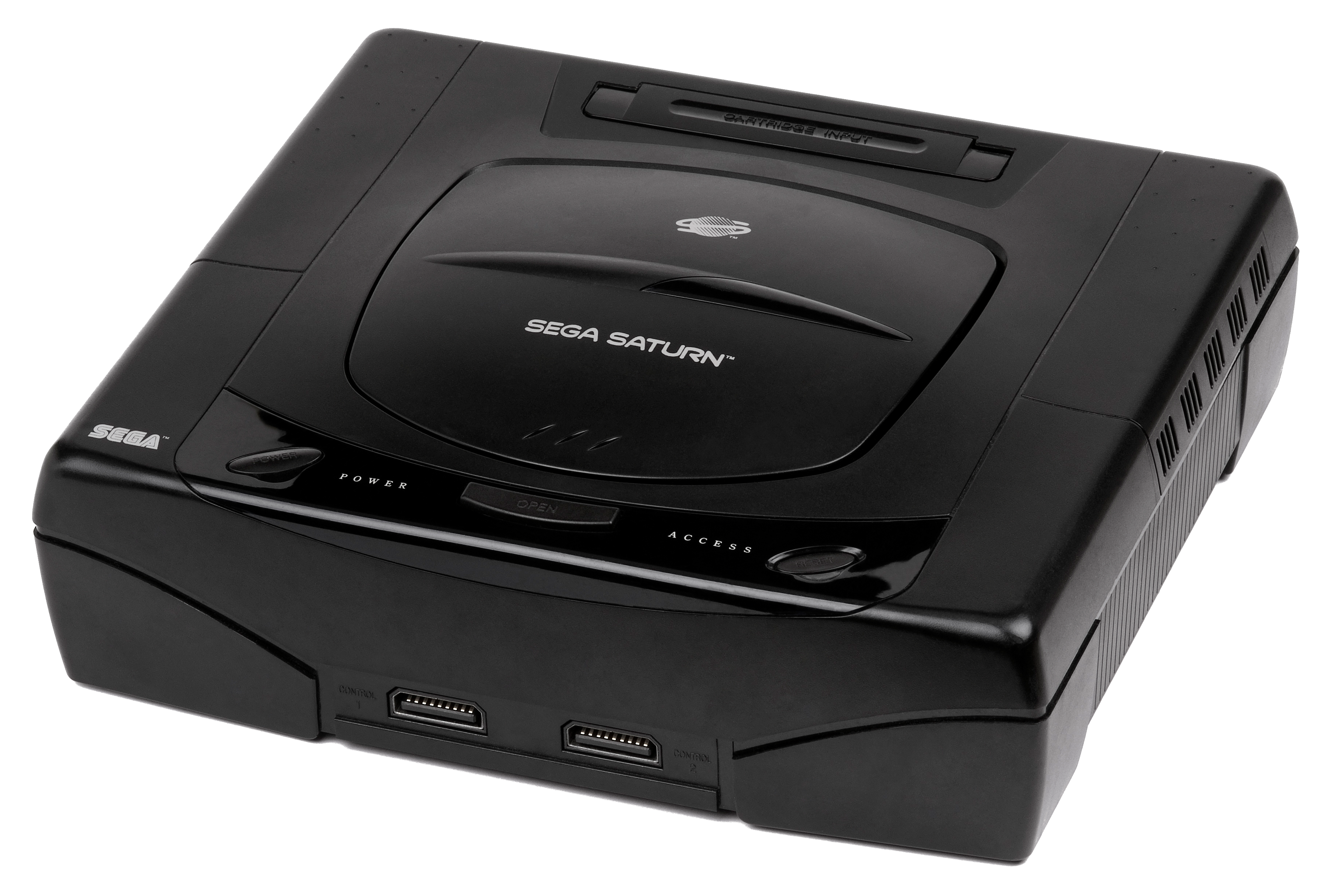
La décision de Sega de se recentrer sur l'exploitation de la Saturn compromet l'avenir de la 32X et de la Sega Neptune, un projet de console avorté.

À la fin du printemps 1995, face entre autres à la difficulté qu'éprouvent les développeurs à programmer des jeux qui fonctionnent à la fois sur la Mega Drive et la 32X, Sega annonce le développement de la Neptune, une machine réunissant les composants de la Mega Drive et de la 32X en une seule console à l'architecture 32 bits. Il s'agit d'une réponse de Sega of America au projet Jupiter de Sega of Japan et doit remplacer la Mega Drive. Le modèle présenté lors de l'annonce de la Neptune est une console ressemblant à la Mega Drive II, tant au niveau de sa taille que de sa conception, ce qui rassure les détenteurs du Mega-CD, puisque les jeux de cette dernière seront compatibles avec la Neptune. Le prix annoncé de la console s'élève à 400 dollars, soit le double de celui de la Mega Drive, ce qui entraîne l'incrédulité des observateurs, puisque de nombreux consommateurs sont attirés par les nouveaux systèmes 32 bits et CD-ROM qu'incarnent la PlayStation et la Saturn. Cependant, la Neptune, qui utilise des cartouches, apparaît comme une mise à niveau attractive de la vieillissante Mega Drive et de la 32X pour les possesseurs de jeux sur cartouches, d'autant que Sega se ravise et décide de vendre son nouveau produit pour 200 dollars. Cependant, la plupart des développeurs décident au deuxième trimestre de l’année 1995, d'abandonner leur travail sur la 32X pour se focaliser sur la Saturn, qui doit être commercialisé en Amérique du Nord à l'automne. La 32X apparaît définitivement comme un système de transition, d'autant qu'il n'a bénéficié de quasiment aucune couverture lors de l'Electronic Entertainment Expo 1995. Le départ de Capcom entraîne avec lui celui de la quasi-totalité des autres développeurs. En octobre 1995, Hayao Nakayama ordonne l'arrêt de l'exploitation de toutes les consoles de salon, hormis la Saturn, pour se concentrer sur cette dernière. Cette nouvelle met à mort la 32X, dont les rumeurs quant à sa fin imminente sont si persistantes que les médias spécialisés ont prématurément arrêté sa couverture.
La disparition de la 32X entraîne l'abandon du projet Neptune, qui s'explique par la conviction de Sega of Japan concernant le potentiel du CD-ROM, qui a toujours été réticent à l'idée de promouvoir des consoles (32X, Neptune) qui utilisent une technologie fondée sur la cartouche. Pour autant, les développeurs s'étaient montrés enthousiastes à l'idée de travailler sur la 32X, puis sur la Neptune, mais la communication à propos du projet Jupiter et de la Saturn, faisant ainsi l'état de quatre consoles 32 bits en conception, donne l'impression d'une stratégie confuse. Les studios de développement préfèrent donc attendre que Sega clarifie ses plans (se focaliser sur la Saturn) avant de travailler pleinement sur une console. David Braben, le fondateur de Frontier Developments, à l'origine de Darxide, dont le portage sur la Neptune aurait fait de ce jeu le premier de cette console, déclare : « Nous avions fait ce jeu en grande partie parce que nous croyions en le projet Neptune de Sega. On s'attendait à ce que la Neptune remplace la Mega Drive pour le même prix et devienne la petite sœur de la Saturn. Nous pensions que la 32X était simplement une transition compatible ascendante, mais Sega a annulé la Neptune, ce qui a condamné la 32X à l'échec ».
De nombreux fans sont cependant parvenus à inclure les composants de la 32X à l'intérieur d'une Mega Drive II, ou allant parfois jusqu'à reproduire la coque du prototype de Sega, pour donner vie à la Neptune. En 2001, le magazine américain Electronic Gaming Monthly se sert de la Neptune pour son traditionnel poisson d'avril. Le mensuel annonce que Sega a trouvé 10 000 exemplaires de la Neptune dans un entrepôt et a décidé de les vendre via un site internet pour 199,99 dollars ; la console est fournie avec deux jeux annulés, X-Men 2 et Virtua Hamster. La seule maquette existante de la Neptune se trouve au Videogame History Museum à Los Angeles.

## Spécifications techniques

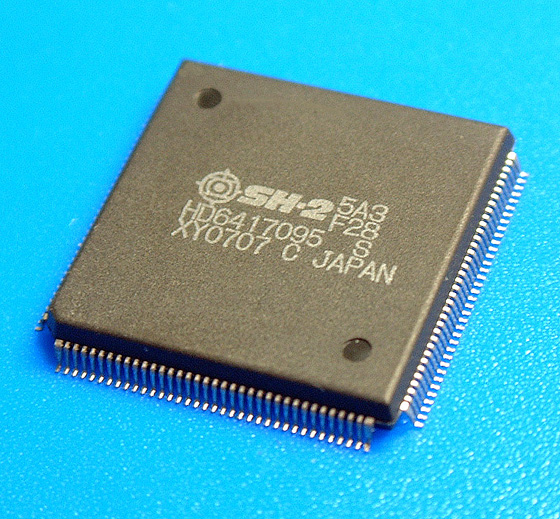
Deux processeurs SH-2 Hitachi 32 bits sont intégrés à la 32X.

La 32X ne peut être utilisée que conjointement avec la Mega Drive. Elle s'insère dans celle-ci comme une simple cartouche de jeu vidéo. Le périphérique nécessite son propre câble d'alimentation, un câble de connexion avec la Mega Drive, et un câble de conversion supplémentaire si la 32X est utilisée avec la première version de la Mega Drive. En plus de posséder sa propre ludothèque, la 32X est rétrocompatible avec les jeux de la Mega Drive et peut également être utilisé avec le Mega-CD afin de faire fonctionner des jeux qui nécessitent les deux périphériques. La 32X est également dotée d'une entretoise, de sorte qu'elle s'adapte parfaitement au deuxième modèle de la Mega Drive. Une entretoise optionnelle a également été conçue pour l'utiliser avec le Mega-CD, mais elle n'a jamais été incluse en raison de risques d'électrocution potentiels lorsque les deux périphériques sont connectés ensemble. L'installation de la 32X requiert aussi l'insertion dans la fente pour cartouche de la Mega Drive de deux plaques de blindage électromagnétiques fournies.
La 32X dispose de deux Hitachi SH-2 RISC 32 bits d'une vitesse de 23 mégahertz, qui, selon Sega, permettrait au système d'être quarante fois plus rapide que la Mega Drive seule. La 32X compte également 256 kilobytes de mémoire vive et 256 kilobytes de mémoire vive vidéo (frame buffer). Le son est fourni par une source audio à modulation de largeur d'impulsion. Les entrées-sorties sont fournies à la télévision par le biais d'un câble audiovisuel permettant la circulation du signal de vidéo composite et du son stéréophonique, ou par un modulateur radio fréquence. La stéréo peut également être jouée par des écouteurs via une prise pour casque sur la Mega Drive.

## Ludothèque
| Jeux sortis sur cartouche |
| --- |
| Golf Magazine: 36 Great Holes Starring Fred Couples After Burner BC Racers Blackthorne/Blackhawk Brutal: Above the Claw Cosmic Carnage Darxide Doom FIFA Soccer 96 Gekijoban Sangokushi IV Knuckles' Chaotix Kolibri Metal Head Mortal Kombat II Motherbase Motocross Championship NBA Jam: Tournament Edition NFL Quarterback Club Pitfall: The Mayan Adventure Primal Rage R.B.I. Baseball '95 Space Harrier Spider-Man: Web of Fire Star Trek: Starfleet Academy Star Wars Arcade Stellar Assault T-MEK Tempo Toughman Contest Virtua Fighter Virtua Racing Deluxe World Series Baseball starring Deion Sanders WWF Raw WWF WrestleMania: The Arcade Game |
| Jeux sortis sur CD |
| Corpse Killer Fahrenheit Night Trap Slam City with Scottie Pippen Supreme Warrior Surgical Strike |
| Jeux annulés |
| Cartouche Ecco the Dolphin Sonic Mars Sonic the Hedgehog 4 Dynamite Headdy Thunderhawk 2 Virtua Cop CD Tomcat Alley Deluxe Midnight Raiders Wirehead Loadstar: The Legend of Tully Bodine |

La ludothèque de la 32X est constituée de quarante titres, dont six qui utilisent le support CD en association avec l'extension requise Mega-CD (Corpse Killer, Night Trap, Fahrenheit, Slam City with Scottie Pippen, Supreme Warrior et Surgical Strike). Elle est composée de jeux variés tels que des portages des jeux d'arcade Space Harrier et Star Wars Arcade, un jeu vidéo à défilement horizontal nommé Kolibri qui met en scène un colibri, un jeu exclusif à la 32X qui fait partie de la série Sonic intitulé Knuckles' Chaotix. Plusieurs jeux sont des portages améliorés des jeux sortis sur Mega Drive, dont After Burner, NFL Quarterback Club et World Series Baseball starring Deion Sanders. Dans une rétrospective centrée sur la 32X réalisée par le journaliste Levi Buchanan du site web IGN, Star Wars Arcade est considéré comme le meilleur jeu 32X grâce à son mode de jeu en coopération, sa bande son, et une reproduction fidèle de l'univers de la série Star Wars,. Dans un autre test, il estime que Stellar Assault est un jeu de meilleure qualité que Star Wars Arcade. Damien McFerran, rédacteur du magazine Retro Gamer, compare cependant Virtua Fighter à « un joyau sur la couronne de la 32X », et GamesRadar+ le considère comme le meilleur jeu de la plate-forme.
La 32X augmente la puissance de la Mega Drive en la transformant en système 32 bits capable d'afficher des graphismes et un son de meilleure qualité. Pourtant, la plupart des jeux n'exploitent pas les capacités de l'extension matérielle.
Doom sur 32X reçoit des critiques unanimes proches de la perfection de la part des magazines spécialisés, lors de sa sortie le même jour que la console,,,. Cependant, cette version est plus tard jugée inférieure à l'originale sur PC ainsi qu'à celle sur Jaguar, en raison de niveaux manquants, d'une qualité des graphismes revue à la baisse, des mouvements lents et d'un jeu uniquement possible en affichage fenêtré,,. Même si le système possède des capacités audio améliorées, les jeux n'en tirent pas partie et d'après Marty Franz, le vice-président de Sega chargé de la technologie, les développeurs étaient réticents à l'idée de développer des jeux qui exploitent cette nouvelle technologie. Une des raisons est la précipitation à produire des jeux à temps pour avoir la possibilité de les commercialiser lors du lancement de la 32X. Michael Latham, producteur exclusif chez Sega of America à l'époque, explique à propos la sortie du titre de lancement Cosmic Carnage : « Nous étions acculés, il fallait lancer le jeu lors de la sortie de la 32X […]. Quand Cosmic Carnage fut prêt, on ne voulait même pas le présenter. Vous savez, il a fallu tenter de nous convaincre longuement avant que nous acceptions de sortir ce titre. ». John Carmack d'id Software s'empresse de produire le portage de Doom pour la sortie de la 32X et doit amputer le jeu d'un tiers de ses niveaux dans le but de respecter les délais et publier le jeu à temps. À cause de ces contretemps, la conception des jeux est intentionnellement limitée et ne permet pas de montrer ce que la 32X est capable d’exécuter. Dans une interview donnée à la fin de l'année 1995, le vice-président du marketing de Sega affirme que la société n'abandonne pas la 32X, mais reconnaît que les jeux développés en interne sont médiocres : « Je ne vais pas vous mentir, nous nous sommes plantés avec la 32X. Nous avons fait des promesses intenables, que nous n'avons pas tenues. ».

## Accueil
L'accueil initial de la 32X et de ses jeux lors de la sortie est plutôt positif. Quatre critiques de la part d'Electronic Gaming Monthly notent l'extension 8, 7, 8 et 8 sur 10 dans leurs Buyer's Guide de 1995, mettant en avant les améliorations apportées à la Mega Drive, mais en s'interrogeant sur sa durée de vie. GamePro déclare que la multiplicité des ports d'entrée et des câbles de branchement rend la 32X « aussi compliquée à régler qu'un magnétoscope » et note quelques glitchs sur les prototypes testés comme des freezes et des surchauffes. Cependant, la rédaction pense que la version finale proposera tout de même de bonnes performances et approuve globalement l'extension. Les critiques portant sur les titres de lancement comme Doom sont également positives,,. Néanmoins, le magazine français Player One estime que la 32X est plus une « super 16 bits » qu'une « petite 32 bits » puisque seul Doom est un véritable jeu 32 bits, même si les graphismes des jeux sont beaux, mais pas la hauteur de ceux de la Saturn ou de la PlayStation. Le mensuel conseille d'attendre que d'autres jeux soient publiés sur la 32X avant d'envisager de l'acheter, notamment en raison du prix élevé de l'appareil (1 399 francs, soit le double du prix de la Mega Drive à cette époque) et de l'arrivée prochaine de la Saturn : il émet l'hypothèse que les développeurs ne feront que des jeux améliorés de la Mega Drive, sans trop exploiter au maximum les capacités du système,. Cependant, en 1996, les critiques négatives commencent à affluer. Dans son édition de 1996 du Buyer's Guide du magazine de jeu vidéo Electronic Gaming Monthly, quatre journalistes attribuent les notes de 3, 3, 3 et 2 sur 10 au dispositif, critiquant la ludothèque et l'abandon du système par Sega au profit de la Saturn.

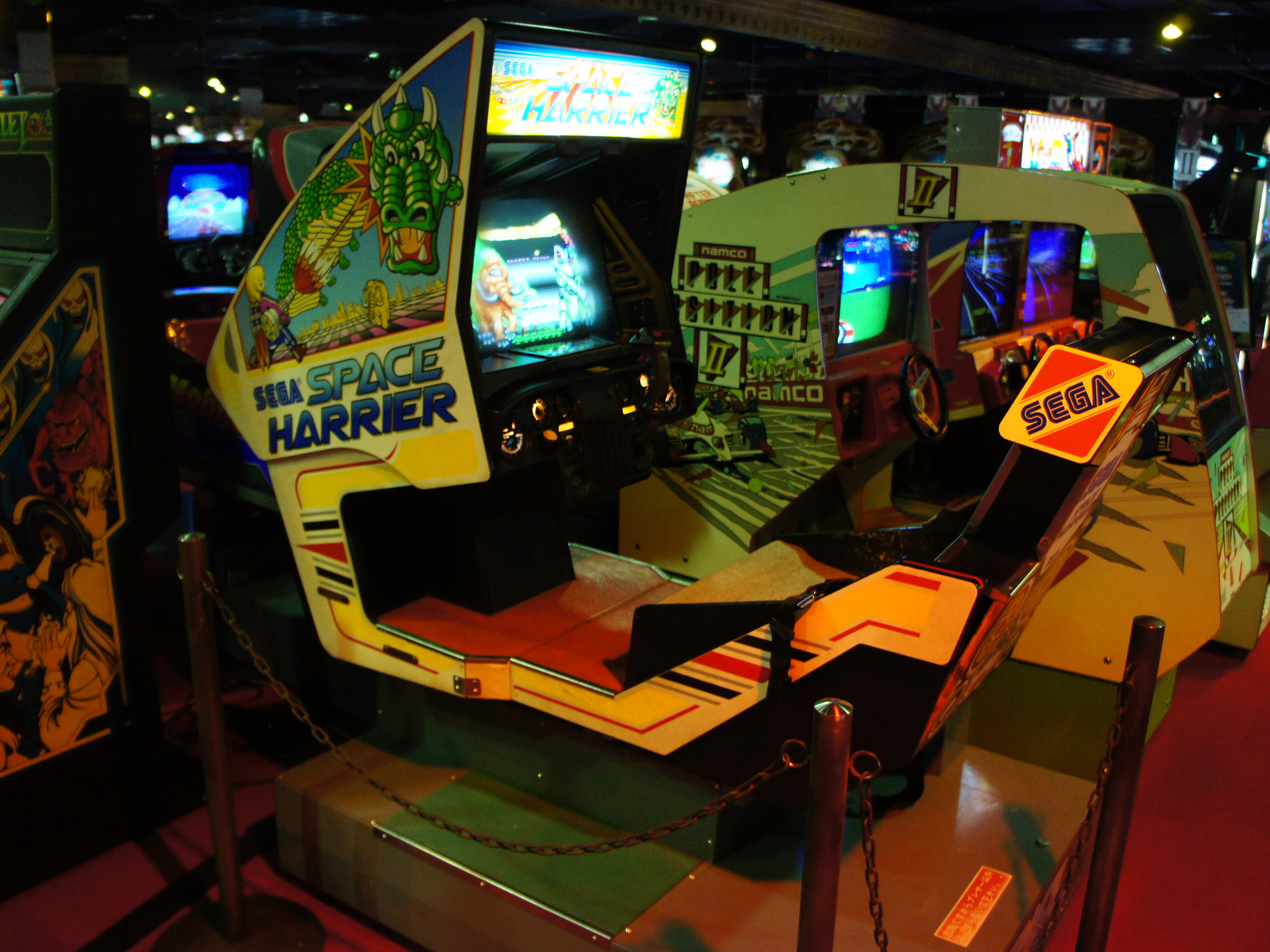
La 32X permet des portages fidèles de jeux d’arcade comme Space Harrier ou After Burner, mais les observateurs s'aperçoivent rapidement que les jeux 32X ne tirent pas pleinement partie des capacités de l'extension.

Rétrospectivement, considérée comme une idée faible dans l'ombre de la Saturn, la 32X est largement critiquée comme n'ayant pas été assez supporté par Sega. Jeremy Parish, journaliste du site web 1UP.com, estime que tout ce qui concerne la 32X est raté. GamesRadar+ émet également des critiques virulentes à l'encontre de la 32X et le place au neuvième rang sur dix des plus mauvaises consoles. Mikel Reparaz, le rédacteur, estime que « la 32X est un palliatif qui serait mis au placard six mois plus tard, lorsque la Saturn serait sortie et que tout le monde en était conscient, sauf les fans purs et durs de Sega et la société Sega elle-même ». Damien McFerran du magazine Retro Gamer loue la capacité technique de la 32X à accueillir les portages de Space Harrier, After Burner, et Virtua Fighter, qui sont fidèles aux versions originales sorties en arcade. Il apprécie également son prix moyen et déclare que « si vous n'avez pas le porte-monnaie assez grand pour vous offrir une Saturn, la 32X est une bonne option ». Il est vraiment déçu que la 32X se soit aussi peu vendue, car il pense qu'elle a un potentiel pour faire de vraies merveilles. Levi Buchanan, rédacteur pour le site web IGN, voit un sens dans le choix de Sega de créer la 32X, mais critique son implémentation. Selon lui, la 32X est une meilleure idée que le Mega-CD, même si la ludothèque est faible et s'il n'a fait que peu avancer les choses, « c'était pourtant une bonne idée ».
La 32X connaît une durée de vie très courte, dès lors que la Saturn est identifiée par les critiques comme étant responsable des facteurs de segmentation dans la gamme des consoles chez Sega, autant du point de vue du consommateur que des développeurs. Allgame signale que « la quantité de 32X produites a été limitée au nombre potentiel d'acheteurs, ce qui a découragé les entreprises tierces de concevoir les jeux nécessaires pour booster les ventes ». GamePro critique le concept de l'extension, notamment les coûts d'achat élevés qu'il engendre. Blake Snow, le rédacteur, déclare : « Combien va-t-il falloir d'extensions 16 bits ? […] Dans l'ensemble, si vous aviez été un des malheureux qui a suivi Sega dans sa frénésie d'extension et les aviez toutes achetées, vous auriez dépensé 650 $ pour quelque chose qui ne sert finalement pas à grand chose ». Reparaz du site web GamesRadar+ déclare que « les développeurs, ne voulant pas perdre du temps avec une technologie sans avenir, délaissent en masse la 32X. Les joueurs emboîtent rapidement le pas, transformant ce qui était au départ une idée prometteuse, en un détail embarrassant dans l'histoire des consoles de jeux vidéo et une leçon démontrant qu'il ne faut pas scinder sa clientèle avec de multiples extensions coûteuses ». Reparaz poursuit en critiquant la décision de Sega de commercialiser la 32X et ajoute que celle-ci « est un produit d'une étroitesse de vue absurde : sa commercialisation a mis Sega en concurrence avec elle-même, quand la Saturn est sortie ». Buchanan du site web IGN déclare également : « Vous remarquez que nous n'avons pas vu beaucoup d'extensions ressemblant à la 32X depuis 1994 ? Je pense que la 32X a tué l'idée de l'extension offrant de la puissance supplémentaire permanente. Et c'est une bonne chose. Car si les extensions ne sont pas bien pensées, elles fragmentent le public ».
Les anciens dirigeants de Sega ont un avis partagé au sujet de la 32X. Scot Bayless, alors directeur technique et producteur de Sega of America à l'époque de la sortie du périphérique, pense fortement que la 32X sert d'avertissement pour l'industrie vidéoludique à ne pas créer d'extension qui segmenterait les marchés, et critique également le Kinect et le PlayStation Move (sortis en 2010), qui en font autant. Marty Franz impute l'échec commercial de la 32X à son incapacité à fonctionner sans la Mega Drive et — malgré sa compatibilité avec le Mega-CD — à l'absence d'un lecteur de CD. Il déclare que « la 32X était destinée à mourir, car elle n'incluait pas de lecteur de CD et était une extension. Une extension n'est jamais aussi bien pensée qu'un système conçu en partant de zéro ». Cependant, Miller se souvient du lancement positif de la 32X et déclare : « je pense que la 32X était une plate-forme viable et intéressante. Les dates de commercialisation ont été mal choisies et, ayant mis sur le marché la Saturn en même temps, notre capacité à gérer ce timing était limitée. Il y a eu tout un tas de raisons pour lesquelles nous n'avons pas pu faire ce que nous voulions avec ce système, sans l'appui d'entreprises tierces et à cause de la sortie de la Saturn. Mais je pense toujours que le projet fut un succès pour un bon nombre d'autres raisons. Avec le recul, la 32X n'est pas une bonne idée pour tout un tas d'autres raisons ».